# Laurel (Florida)
Laurel es un lugar designado por el censo ubicado en el condado de Sarasota en el estado estadounidense de Florida. En el Censo de 2010 tenía una población de 8.171 habitantes y una densidad poblacional de 518,21 personas por km².

## Geografía
Laurel se encuentra ubicado en las coordenadas 27°8′41″N 82°27′42″O / 27.14472, -82.46167. Según la Oficina del Censo de los Estados Unidos, Laurel tiene una superficie total de 15.77 km², de la cual 13.22 km² corresponden a tierra firme y (16.13%) 2.54 km² es agua.

## Demografía
Según el censo de 2010, había 8.171 personas residiendo en Laurel. La densidad de población era de 518,21 hab./km². De los 8.171 habitantes, Laurel estaba compuesto por el 94.33% blancos, el 2.17% eran afroamericanos, el 0.24% eran amerindios, el 1.08% eran asiáticos, el 0.04% eran isleños del Pacífico, el 0.5% eran de otras razas y el 1.64% pertenecían a dos o más razas. Del total de la población el 2.39% eran hispanos o latinos de cualquier raza.